# I Declare War
I Declare War — американская дэткор-группа из Сиэтла, которая образовалась в 2005 году.
По словам гитариста Эвана Хьюза песни повествуют о правительстве, религии и упадке мнения человечества. Согласно сайту ultimate-guitar.com группа играет в жанре дэткор с элементами дэт-метала. В качестве вокала используется гуттурал, свойственный дэт-металу. Кроме того, песни содержат типичные для дэткора брэйкдауны.

## История
Группа была основана в 2005 году. В первоначальный состав входили Джонатан Хубер (вокал), Эван Хьюз (гитара), Джейк Полсон (гитара), Рэнди Карпентер (ударные) и Зак Ринг (бас). В 2006 году у группы вышел дебютный самостоятельный альбом под названием What You Deserve. Во время гастролей в 2007 году группа выступала на одной сцене с Whitechapel. В том же году уже на лейбле Compton Records состоялся релиз второго альбома Amidst The Bloodshed. В 2009 году в группе произошла кардинальная смена состава: Крис Фугейт заменит Полсона, Райан Кокс заменил Карпентера, а Брэнт Итон —  Ринга. Таким образом, Хубер и Хьюз остались единственными оригинальными участниками группы. Также в 2009 году с группой связался лейбл Artery Recordings после того, как гитарист Whitechapel Алекс Уэйд зарекомендовал I Declare War как многообещающую группу. Под этим лейблом в 2010 году вышел альбом Malevolence. Это был последний релиз группы, в котором принимал участие вокалист Джонатан Хубер. Но группа быстро нашла ему замену в лице Джейми Хэнкса. Через год был выпущен одноименный альбом на этом же лейбле. В начале 2012 года состав группы снова претерпел изменения, но в этот раз уже все участники группы, кроме недавно назначенного вокалиста, покинули I Declare War и группа стала состоять из гитаристов Джона Уинтерса и Джейкоба Хансена, барабанщика Колина Брэдфорда, басиста Гордона Макферсона и, соответственно, вокалиста Джейми Хэнкса. В апреле 2014 года вышел пятый и последний на лейбле Artery Recordings альбом группы под названием We Are Violent People By Nature. В 2016 году вышел альбом Songs for the Sick. Также была доступна его инструментальная версия. В 2018 году они выпустили кавер на песню Dead and Bloated группы Stone Temple Pilots, а в 2019 EP Downcast.

## Участники
| Нынешний состав - Джейми Хэнкс – вокал (2010–настоящее время) - Джон Винтерс – ритм-гитара (2012–настоящее время) - Грег Киркпатрик — соло-гитара (2016—настоящее время) - Гарон Хоув — ударные ударные (2016—настоящее время) | Бывшие участники - Джейк Полсон – ритм-гитара (2005–2008) - Рэнди Карпентер – ударные (2005–2008) - Зак Ринг – бас-гитара (2005–2009) - Джонатан Хьюбер – вокал (2005–2010) - Эван Хьюз – соло-гитара (2005–2012) - Крис Фугейт – ритм-гитара (2009–2011) - Брэнт Итон – бас-гитара (2009–2011) - Райан Кокс – ударные (2009–2012) - Джейкоб Хансен – соло-гитара (2012–2014) - Колин Брэдфорд – ударные (2013–2014) - Джо Гарсия – ударные (2014–2015) - Гордон Макферсон – бас-гитара (2012–2016) - Юзеф Джонсон – соло-гитара(2014–2016) |

Временная шкала

## Дискография
- 2006: What You Deserve (Album, self-released)
- 2007: Amidst The Bloodshed (Album, Compton Records)
- 2007: Bring the Season (EP, Compton Records)
- 2010: Malevolence (Album, Artery Recordings)
- 2011: I Declare War (Album, Artery Recordings)
- 2014: We Are Violent People By Nature (Album, Artery Recordings)
- 2016: Songs for the Sick (Album, self-released)
- 2019: Downcast (EP, self-released)